# N'Soleh
N'Soleh est un groupe chorégraphique fondé en 1994 en Côte d'Ivoire qui, en dehors de ses prestations dans l’espace public, intervient aussi dans la formation sur les danses contemporaines et urbaines. Le groupe reçoit de nombreuses distinctions dont le Prix d’Excellence des Arts Vivants en 2014 par le Président de la République de Côte d’Ivoire et celui du 8ᵉ Jeux de la Francophonie de 2017 à Abidjan en Côte d’Ivoire.

## Historique
N'Soleh est créée en 1994 par le chorégraphe ivoirien Massidi Adiatou. 

## Spectacles et tournées
Le groupe participe à plusieurs spectacles et tournée en Afrique dans le monde : en effet, il participe à une tournée en France avec son spectacle de danse contemporaine ‘’Faro-Faro’’ à la suite d'une invitation dans le cadre de la saison Africa 2020. Le 4 septembre, le groupe est sur scène à l’occasion de la rentrée culturelle de l'Institut français de Côte d'Ivoire (Ifci) et se produit au festival des 7 collines en 2019, une rencontre multidisciplinaire qui met en avant les arts du cirque et de la danse.

## Prix et distinctions
- 2017 :  médaille de bronze aux jeux de la francophonie à Abidjan (Côte d'Ivoire)[3]⁣ ;
- 1988 : lauréate des Rencontres Chorégraphiques de Luanda ;
- 2000 : Prix d’Auteurs des Rencontres Chorégraphiques de Bagnolet ;
- 2002 : prestation pour la cérémonie d’ouverture et de clôture de la Coupe d’Afrique des Nations au Mali⁣ ;
- 2012 : prestation pour la cérémonie d’ouverture de la Coupe du Monde de Tae Kwendo en 2012 en Côte d’Ivoire ;
- 2004 : Prix d’Excellence des Arts Vivants par le Président de la République de Côte d’Ivoire.